# Sedlartsi
Sedlartsi (en macédonien Седларци) est un village du sud-est de la Macédoine du Nord, situé dans la municipalité de Vasilevo. Le village comptait 343 habitants en 2002.

## Démographie
Lors du recensement de 2002, le village comptait :
- Macédoniens : 343